# Bengtskär
Bengtskär est une petite île du golfe de Finlande. Elle est rattachée à la commune de Kimitoön. Le seul bâtiment est le phare qui est la construction la plus méridionale de la Finlande. Construit en 1906, le phare a été largement restauré entre 1985 et 1995 et abrite un hôtel ouvert en été. L'île est devenue au cours des dernières années une importante destination touristique et voit passer chaque année 10 000 visiteurs, dont 1 000 y passent au moins une nuit.